# Giorgio Scerbanenco
Giorgio Scerbanenco , en ucraniano Володимир-Джорджо Щербаненко , Volodymyr-Džordžo Ščerbanenko, (Kiev, Imperio ruso, 28 de julio de 1911-Milán, Italia, 27 de octubre de 1969) fue un periodista y escritor italiano de novela policíaca.

## Biografía
Giorgio Scerbanenco nació en Kiev, en la entonces Rusia zarista, hijo de Valeriano Ščerbanenko y de la Italiana Leda Giulivi.
Los padres, que vivían en Roma, se mudaron a Kiev en 1909, un año después de contraer matrimonio. Allí nació su primera hija, que falleció, y en 1911 el futuro escritor. Ese mismo año, madre e hijo volvieron a Roma, mientras el padre permanecía en Kiev dando clases de latín y griego. Entre abril y noviembre de 1913, la familia volvió a reunirse en la actual Ucrania por última vez, pues el inicio de la Primera Guerra Mundial interrumpió definitivamente los contactos.
En un viaje a Rusia en 1920, madre e hijo supieron que Valeriano, el padre, había sido fusilido por los bolcheviques en el patio de la Universidad de Kiev junto a sus alumnos.
En la convulsión del momento, las autoridades revolucionarias les retiraron los pasaportes, obligándoles a mezclarse entre prófugos de varias nacionalidades que intentaban abandonar el país. Solo tras un peligroso viaje en barco desde Odessa, vía Estambul, consiguieron llegar a Italia, primero a Trieste y después a Roma. Sin embargo, el gobierno no les reconoció la ciudadanía italiana, considerándolos apátridas.
No será hasta 1935 cuando Scerbanenco la obtenga, no por Ius sanguinis, al ser hijo de italiana, sino tras acreditar la residencia ininterrumpida en el país desde 1921.
Italiano de lengua materna, ser considerado extranjero le supuso una carga que le acompañó durante toda su vida.
En 1927, madre e hijo se establecieron en Milán y en 1930, contrajo matrimonio con la violinista Teresa Bandini. 
Antes de trabajar, en 1939, como periodista profesional en Mondadori, había trabajado como fresador en la empresa Veglia-Borletti, fue conductor de la Cruz Roja y realizó tareas como redactor en la editorial Rizzoli.
Después de haber dirigido varios periódicos, alternando la actividad literaria, con numerosos relatos románticos, se dedicó con mayor interés al género policiaco, y en 1968 fue reconocido por el Gran premio de la literatura policíaca al obtener el galardón al mejor libro extranjero del año por Traidores a todos. Está considerado como uno de los maestros del género policíaco en Italia y algunas de sus novelas han sido llevadas al cine.
Falleció de paro cardíaco en octubre de 1969, en el cenit de su carrera literaria. Fue enterrado en el cementerio de Musocco, de Milán.

## Obras traducidas al español
- Venus privada (Noguer, 1967)
- Milán, Calibre 9 (Noguer, 1970; Bruguera, 1984; Planeta, 1986)
- Los milaneses matan en sábado (Noguer, 1970; Bruguera, 1980; Planeta, 1985)
- Demasiado tarde (Noguer, 1972; Bruguera, 1983)
- Ladrón contra asesino (Noguer, 1972; Bruguera, 1980)
- Doble juego (Noguer, 1973)
- La chica del bosque (Noguer, 1975)
- Traidores a todos (Ediciones Akal, 2009). ISBN 978-84-460-2845-1
- Los siete pecados y las siete virtudes capitales (Ediciones Akal, 2010). ISBN 978-84-460-2844-4
- Muerte en la escuela (Ediciones Akal, 2010). ISBN 978-84-460-2846-8